# 食鞋妖怪
食鞋妖怪，是中国传说的妖怪，会像在吃肉一樣把鞋子吃掉。 也叫做食鞋鬼，除了吃人类的鞋，有些会报恩，爱匿藏在茅厕，能说人话。分别记载于《太平广记》和《鬼董》。